# Casino Pier
Koordinaten: 39° 56′ 32″ N, 74° 4′ 10″ W

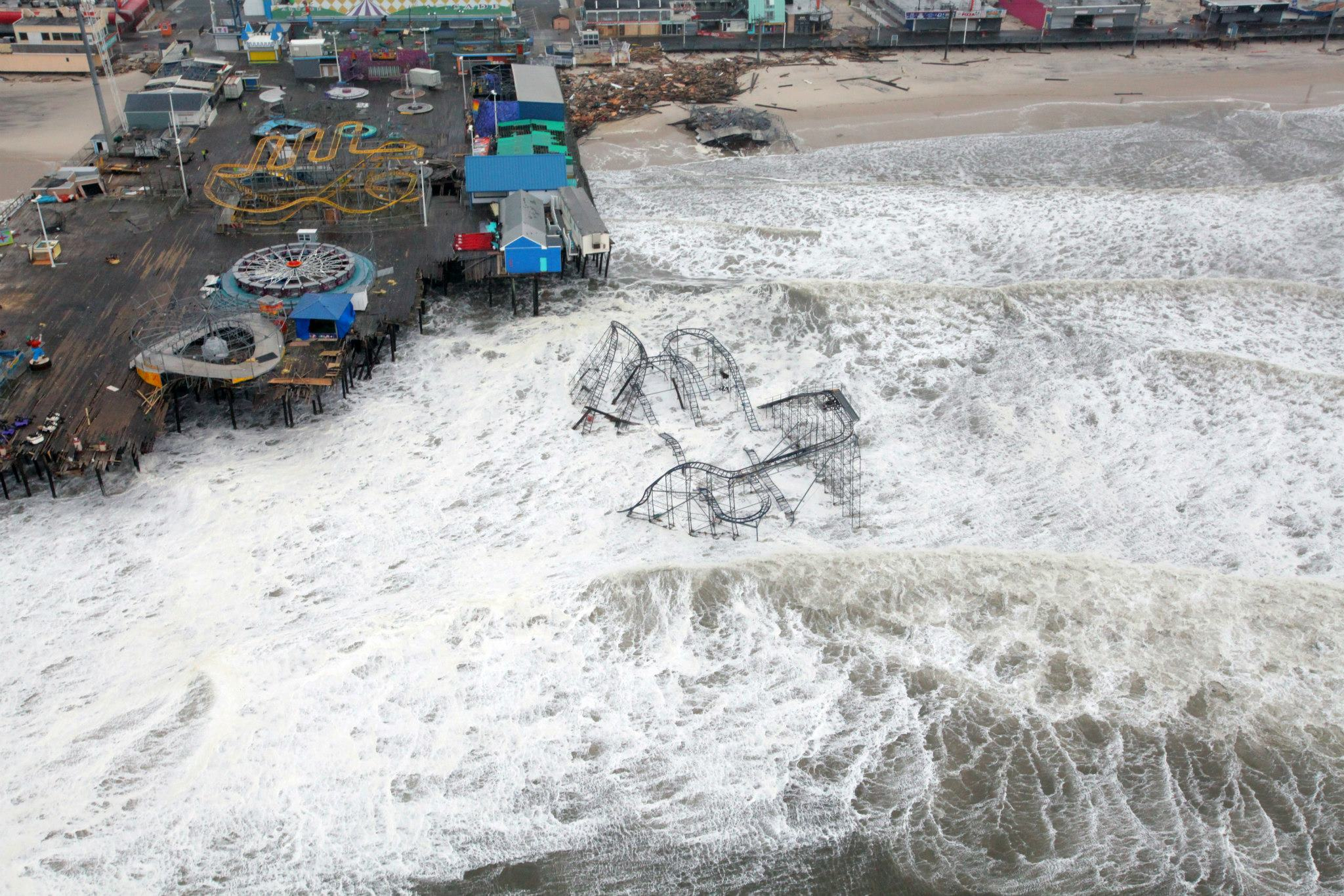
Der zerstörte Casino Pier nach Hurrikan Sandy 2012

Casino Pier ist ein US-amerikanischer Freizeitpark in Seaside Heights im Bundesstaat New Jersey. Der Park wurde 1932 eröffnet und erstreckte sich früher auf einem schmalen Steg der Barnegat-Halbinsel etwa 90 m in den Atlantischen Ozean. Casino Pier wurde im Oktober 2012 durch den Hurrikan Sandy teilweise zerstört. 2013 wurde eine verkürzte Version des Piers mit begrenzten Fahrgeschäften wiederaufgebaut. 2017 wurde eine Erweiterung eröffnet, die eine Achterbahn und ein Riesenrad umfasst.

## Liste der Achterbahnen

### Bestehende Achterbahnen
| Name             | Typ                                  | Hersteller                 | Eröffnungsjahr | Bemerkungen                                         | Weblinks |
| ---------------- | ------------------------------------ | -------------------------- | -------------- | --------------------------------------------------- | -------- |
| Hot Tamales      | Familienachterbahn                   | L&T Systems                | 2003           |                                                     |          |
| Hydrus           | Stahlachterbahn mit Inversionen      | Gerstlauer Amusement Rides | 2017           | Die erste Auslieferung vom Modell Euro-Fighter 320. |          |
| Pirates Hideaway | Dunkelachterbahn                     | Wisdom Rides               | 2007           |                                                     |          |
| Xolo Loca        | Familienachterbahn, Spinning Coaster | SBF Visa Group             | 2021           |                                                     |          |

### Geschlossene Achterbahnen
| Name             | Typ                                  | Hersteller                | Eröffnungsjahr   | Schließungsjahr  | Bemerkungen | Weblinks |
| ---------------- | ------------------------------------ | ------------------------- | ---------------- | ---------------- | --- | -------- |
| Dragon Wagon     | Powered Coaster, Kinderachterbahn    | Wisdom Rides              | unbekannt        | 2004 oder früher | |          |
| Hells Angels     | Zyklon                               | Pinfari                   | 1967 oder 1968   | 1969             | |          |
| Jet Star         | Stahlachterbahn ohne Inversionen     | Schwarzkopf GmbH          | 1970             | 2000             | Nachdem die Bahn geschlossen wurde, wurden die Züge verkauft und der Rest der Anlage verschrottet. |          |
| Star Jet         | Stahlachterbahn ohne Inversionen     | E&F Miler Industries      | 2002             | 2012             | Befand sich an der Stelle, an der sich zuvor die Bahn Jet Star befand. |          |
| Toboggan         | Stahlachterbahn ohne Inversionen     | Chance Rides              | 1970             | 1970             | |          |
| Wild Mouse       | Wilde Maus                           | E&F Miler Industries      | 1999             | 2012             | Befindet sich seit 2015 als Crazy Dane Coaster in Scandia Family Fun Center. |          |
| Wild Mouse       | Wilde Maus, Hybridachterbahn         | B. A. Schiff & Associates | 1958             | 1965             | Wurde am 10. Juni 1965 bei einem Brand auf dem Pier zerstört. |          |
| Wild Mouse       | Wilde Maus, Hybridachterbahn         | B. A. Schiff & Associates | 1965             | 1965             | Ursprünglich 1958 als Wild Mouse in Beech Bend eröffnet. Sie wurde nach dem Brand an einer anderen Stelle des Piers errichtet. |          |
| Wild Mouse       | Wilde Maus, Holzachterbahn           | unbekannt                 | 1966             | 1966             | |          |
| Wizard’s Cavern  | Dunkelachterbahn, Familienachterbahn | Mack Rides                | 1986 oder früher | 2003             | Fuhr bis 1988 unter dem Namen Love Bugs. Bevor sie nach Casino Pier kam, befand die Bahn sich in fünf weiteren Parks: 1962 in Fun Forest Amusement Park, ab 1964 in Cedar Point, von 1966 bis 1971 in Palisades Amusement Park, ab 1972 in Paragon Park und danach in Canadian National Exhibition. |          |
| unbekannter Name | Kinderachterbahn                     | unbekannt                 | 1952             | 1964 oder später | |          |